# Kwart (breuk)
Kwart is de benaming voor het breukgetal 1/4 (¼), dus een gedeeld door vier. Deelt men iets in vier gelijke delen, dan is elk deel een kwart. Letterlijk betekent kwart 'een vierde deel' (uit het Latijn quartus 'vierde').
Dat kwart als breukgetal een eigen naam heeft komt waarschijnlijk omdat het te begrijpen is zonder wiskundige kennis. Een kwart is namelijk de helft van de helft. Andere waarden van breuken zijn lastiger uit te leggen.
Het woord kwart wordt ook gebruikt in plaats van kwartier.
- Het is nu kwart over vijf.

In de muziek wordt het begrip kwart ook gebruikt om bepaalde intervallen tussen twee noten aan te geven.